# Łukasz Lamża
Łukasz Lamża (ur. 25 maja 1985) – polski filozof, dziennikarz naukowy i tłumacz literatury popularnonaukowej; doktor filozofii, pracownik Centrum Kopernika Badań Interdyscyplinarnych na Uniwersytecie Jagiellońskim (CKBI UJ), publicysta „Tygodnika Powszechnego” i wideobloger.
Jako filozof specjalizuje się w filozofii przyrody i nauki, w tym kosmologii; pisze też na temat pseudonauk i futurologii. Opublikował kilka własnych książek popularnonaukowych i filozoficznych, przetłumaczył kilkanaście i otrzymał dwie nagrody. Działał też w Towarzystwie Metafizycznym im. A.N. Whiteheada.

## Życiorys
Jest absolwentem IV Liceum Ogólnokształcącego im. Stanisława Staszica w Sosnowcu (2004) i Międzywydziałowych Indywidualnych Studiów Humanistycznych (MISH) na Uniwersytecie Śląskim w Katowicach. Następnie kontynuował studia na Międzywydziałowych Indywidualnych Studiach Matematyczno-Przyrodniczych (MISMaP) UŚ i rozpoczął studia doktoranckie na Uniwersytecie Papieskim Jana Pawła II w Krakowie (UPJP2). W 2013 obronił pracę doktorską Kosmologiczny dobór naturalny Lee Smolina i granice wyjaśnienia naukowego napisaną pod kierunkiem Janusza Mączki.
Jest adiunktem w Centrum Kopernika Badań Interdyscyplinarnych. Dołączył także do redakcji „Tygodnika Powszechnego”, publikuje w jego dziale „Nauka”. W serwisie YouTube prowadzi program popularnonaukowy „Czytamy naturę”, w którym omawia artykuły z prasy naukowej.

## Wyróżnienia
Za książkę Światy równoległe. Czego uczą nas płaskoziemcy, homeopaci i różdżkarze? otrzymał dwie nagrody:
- w 2020 „Złotą Różę” – nagrodę za najlepszą książkę popularnonaukową przyznawaną przez miesięcznik „Nowe Książki” i Festiwal Nauki w Warszawie[9];
- w 2021 nagrodę im. ks. Józefa Tischnera w kategorii publicystyki lub eseistyki na tematy społeczne[10].

Lamża był dwukrotnie nominowany do nagrody Grand Press w kategorii dziennikarstwo specjalistyczne:
- w 2015 za tekst Lek na raka obala teorię Einsteina;
- w 2017 za tekst Szara strefa onkologii[11].

## Publikacje

### Autorstwo
1. 2014: Przekrój przez wszechświat, Copernicus Center Press, ISBN 978-83-7886-088-4.
2. 2015: Granice kosmosu – granice kosmologii, CC Press, ISBN 978-83-7886-144-7.
3. 2016: Początek świata jako kres rozumu, CC Press, ISBN 978-83-7886-229-1.
4. 2017: Wszechświat krok po kroku, CC Press, ISBN 978-83-7886-239-0.
5. 2019: Co się dzieje w świecie kwantów? O interpretacjach mechaniki kwantowej, z Marcinem Łobejką, CC Press, ISBN 978-83-7886-785-2.
6. 2020: Światy równoległe. Czego uczą nas płaskoziemcy, homeopaci i różdżkarze, Wydawnictwo Czarne, ISBN 978-83-8049963-8.
7. 2021: Połącz kropki. Nanoboty medyczne, drony zabójcy, odczytywanie myśli i inne technologie przyszłości, CC Press, ISBN 978-83-7886-596-4.
8. 2022: Trudno powiedzieć. Co nauka mówi o rasie, chorobie, inteligencji i płci, Wydawnictwo Czarne, ISBN 978-83-8191588-5.
9. 2024: Nie ma głupich pytań!, Wydawnictwo Wilga, ISBN 978-83-8318119-6.

### Tłumaczenia
1. 2015: John D. Barrow, Książka o niczym, CC Press, ISBN 978-83-7886-146-1.
2. 2016: John B. Cobb Jr, Słownik pojęć Whiteheada. Glosariusz i słownik polsko-angielski do książki „Process and Reality”, CC Press, ISBN 978-83-7886-218-5.
3. 2016: Robin Dunbar, Człowiek. Biografia, CC Press, ISBN 978-83-7886-179-9.
4. 2016: Brian Cox, Andrew Cohen, Człowiek i Wszechświat, CC Press, ISBN 978-83-7886-215-4.
5. 2016: Frans de Waal, Bystre zwierzę. Czy jesteśmy dość mądrzy, aby zrozumieć mądrość zwierząt?, CC Press, ISBN 978-83-7886-238-3.
6. 2017: George Gamow, Russell Stannard, Nowy świat Pana Tompkinsa, CC Press, ISBN 978-83-7886295-6.
7. 2017: Roger Penrose, Moda, wiara i fantazja w nowej fizyce Wszechświata, z Tomaszem Millerem, CC Press, ISBN 978-83-7886-716-6.
8. 2018: Maria Rosa Antognazza, Leibniz. Biografia intelektualna, z Zuzanną Lamżą, CC Press, ISBN 978-83-7886-370-0.
9. 2018: George Musser, Upiorne działanie na odległość i jego wpływ na czarne dziury, Wielki Wybuch i teorię wszystkiego, CC Press, ISBN 978-83-7886368-7.
10. 2018: David Sumpter, Piłkomatyka. Matematyczne piękno futbolu, z Bartłomiejem Kucharzykiem, CC Press, ISBN 978-83-7886-784-5.
11. 2019: Stuart Clark, Ale kosmos! Nieznany wszechświat w dziesięciu rozdziałach, Feeria Science, ISBN 978-83-6638007-3.
12. 2019: Frans de Waal, Wiek empatii. Jak natura uczy nas życzliwości, CC Press, ISBN 978-83-7886419-6.